# チャルプシュマ
『チャルプシュマ』（トルコ語: Çarpışma）は、トルコのテレビドラマ。ショーTVで2018年11月22日から2019年5月30日まで放送された。

## 登場人物
カディール・アダル
演：クヴァンツ・タトルトゥー
ゼイネップ・トゥンチ
演：エルチン・サング
ヴェリ・ジェヴーヘル
演：オヌール・サイラック
ジェムレ・ギュル
演：メリサ・アスル・パムク
ケレム・コルクマズ
演：アルペレン・ドゥイマズ